# Evangelische Fachhochschule Hannover

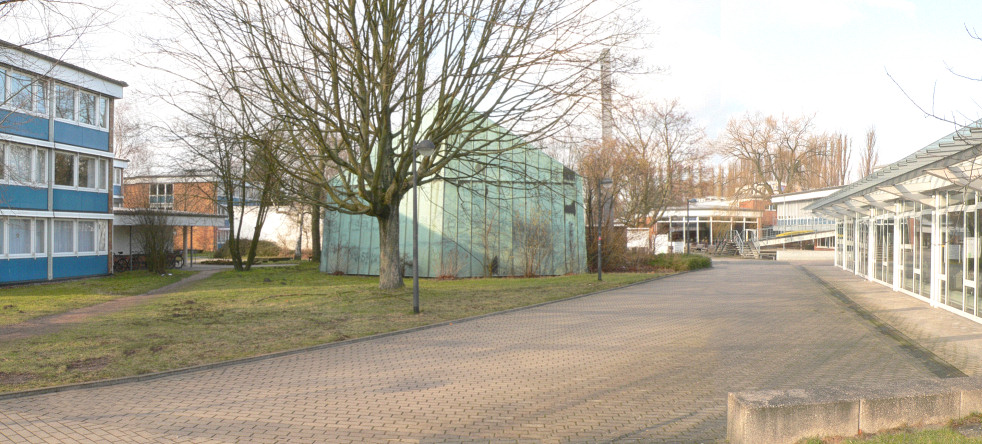
Hochschulgelände Anfang 2007

Die Evangelische Fachhochschule (EFH) Hannover war bis zum 31. August 2007 eine eigenständige, kirchliche Hochschule in Trägerschaft der Evangelisch-lutherischen Landeskirche Hannovers mit Studienangeboten im sozialen Bereich. Sie hatte die drei Fachbereiche:
- Sozialpädagogik und Soziale Arbeit
- Religionspädagogik (Diakonie und Kirchliche Dienste)
- Gesundheitswesen

Im Zuge der Neustrukturierung des Hochschulbereiches der Bundesrepublik Deutschland entstand sie 1971 aus zwei christlichen Schulen: Einerseits war dies das Christlich-Soziale Frauenseminar des Deutsch-Evangelischen Frauenbundes, das 1905 von Paula Müller-Otfried und Adelheid von Bennigsen gegründet wurde. Andererseits übernahm sie 1974 die Diakonenausbildung, die das Stephansstift seit 1868 in Hannover-Kleefeld betrieb. Gründungsrektor war der Theologe Paul Gerhard Jahn.
Die Evangelische Fachhochschule Hannover hatte etwa 1.400 Studierende in 13 Studiengängen in den Bereichen Sozialwesen, Religionspädagogik und Diakonie, Heilpädagogik, Pflege und Sozialmanagement.
Zum 1. September 2007 ist die Evangelische Fachhochschule in staatliche Trägerschaft übergegangen und wurde der Fachhochschule Hannover (seit Juni 2010 Hochschule Hannover, HsH) als Fakultät V – Diakonie, Gesundheit und Soziales angegliedert.